# دومينيك لوكلير
دومينيك لوكلير (بالفرنسية: Dominique Leclerc)‏ هو سياسي فرنسي، ولد في 17 مارس 1944. حزبياً، نشط في التجمع من أجل الجمهورية والاتحاد من أجل حركة شعبية. وقد انتخب عضو مجلس الشيوخ الفرنسي وانتخب عضو مجلس جهوي وانتخب رئيس بلدية ‏ La Ville-aux-Dames ‏ (25 مارس 1977 – 1 فبراير 2006).